# Hárpalo
Hárpalo foi um nobre macedônio que roubou uma fortuna de Alexandre, o Grande, fugiu para Atenas, gastou parte da fortuna com prostitutas e subornos, e terminou sendo assassinado.
Hárpalo, um macedônio, fugiu de Alexandre e trouxe uma frota da Ásia para a Europa, chegando a Atenas. Vários oradores correram para Hárpalo, de olho na sua fortuna, e ele distribuiu alguns sacos de dinheiro, como isca. Para Phocion, porém, Hárpalo ofereceu setecentos talentos, além de tudo que ele tinha, se colocando à disposição de Phocion. Phocion disse que Hárpalo iria se arrepender a menos que ele parasse de tentar corromper a cidade, e ele desistiu. Depois de um tempo, quando os atenienses estavam julgando o caso, vários que haviam recebido seu dinheiro mudaram de lado, por medo de serem descobertos, e o denunciaram, porém Phocion se mostrou favorável a Hárpalo, e aos interesses públicos. Hárpalo descobriu que Phocion era insubornável, porém ele conseguiu se tornar amigo de Cáricles, genro de Phocion.
Ele foi preso pelos cidadãos. Ele se casou com Pythonice, que era cortesã em Atenas e Corinto, e a amava tanto que, após sua morte, fez para ela um dos túmulos mais notáveis da Grécia. Pythonice teve uma filha com Hárpalo, e este encarregou Cáricles de construir seu túmulo. O túmulo de Pythonice podia ser visto, à época de Plutarco, na estrada de Atenas a Elêusis, e não parecia valer os trinta taletos que Cáricles havia cobrado de Hárpalo.
Ele fugiu de Atenas após subornar os cidadãos, inclusive os amigos de Alexandre. Hárpalo fugiu com uma esquadra para Creta, onde foi morto por seus servos ou por um macedônio de nome Pausânias. Seu servo, que fugiu com seu dinheiro para Rodes, foi capturado pelo macedônio Philoxenus, que o interrogou e obteve a lista de todos a quem Hárpalo havia corrompido, e enviou a lista a Atenas, com o nome a quantia usada no suborno; Demóstenes, que havia sido acusado de ter recebido suborno, não estava na lista.
Após sua morte, sua filha com Pythonice foi criada por Cáricles e por Phocion.